# Лукани, Исмаил

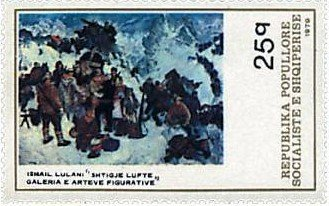
Тропы войны. Почтовая марка Албании. 1979 г

Исмаил Лулани (алб. Ismail Lulani; 26 марта 1933, Тузи – 6 октября 2002, Шкодер) — албанский художник, заслуженный художник Албании (1979), Народный художник Албании (1989), педагог.

## Биография
В 1942 году он переехал с семьей в Тирану . Окончил столичную среднюю медицинскую школу , затем в 1964–1968 году учился в Институте искусств в Тиране. После окончания вуза был направлен на строительство гидроэлектростанции в Вау-и-Дежес, где писал пейзажи и сцены из жизни рабочих . Позже преподавал в альма матер в Тиране, а затем в художественной школы в Шкодере .

## Творчество
Лулани был одним из художников, которые сильно повлияли на модернизацию албанского искусства в последней четверти 20-го века.
Богатое творческое наследие Лулани включает более 200 работ, в основном пейзажи, жанровые сцены и исторические картины. Большинство его работ были созданы в стиле социалистического реализма , некоторые произведения , выполнены в стиле экспрессионизма. Впервые публично представил свои исторические картины на выставке, посвященной 30-летию основания Народной армии Албании в 1973 году . В 1973-1986 годах работы Лулани были представлены на 11 коллективных выставках. В 2009 году, в день рождения художника, в Национальной картинной галерее Тираны, была организована первая персональная выставка произведений художника, на которой было представлено более 150 картин. В семье художника хранится самая большая коллекция его картин, а также в Национальной художественной галерее в Тиране (29 полотен).

## Награды
- Орден Наима Фрашери первой степени
- заслуженный художник (артист) Албании (Piktor i Merituar, 1979)
- Народный художник (артист) Албании (Piktor i Popullit, 1989)